# Det Danske Kriminalakademi
Det Danske Kriminalakademi (Deense misdaadacademie) is een Deense vereniging ter bevordering en verspreiding van misdaad- en detectiveliteratuur in Denemarken.

## Geschiedenis

### Achtergrond
Een groep Deense schrijvers van misdaadromans en thrillers waaronder Tage la Cour, Harald Mogensen, Dan Turèll, Per Calum, Bo Tao Michaëlis, Annelise Schønnemann en Bjarne Nielsen ontmoetten elkaar regelmatig in het antikvariat Pinkerton in Kopenhagen. Ze noemden zichzelf de Pinkerton-cirkel (naar het Pinkerton National Detective Agency) en publiceerden begin jaren 1980 enkele boekjes, "Pinkerton 1" over de bekende misdaadschrijver Raymond Chandler en "Pinkerton 2" over Dashiell Hammett wat uiteindelijk in 1981 evolueerde naar het tijdschrift "Pinkerton. Tidsskrift om spændingslitteratur". Bjarne Nielsen startte samen met Per Calum en Dan Turèll een eigen uitgeverij genaamd Pinkerton, met de bedoeling het publiceren van goede detectiveromans maar de uitgeverij was niet rendabel en moest vier jaar later de deuren sluiten.

### Oprichting academie
De academie werd opgericht op 15 november 1986 tijdens een bijeenkomst in de Tivolihallen met Bjarne Nielsen als president, Kirsten Holst als vicevoorzitter, Per Calum als secretaris en Frants Gundelach als penningmeester.